# بخش ۸ (فیلم)
بخش ۸ (به انگلیسی: Section 8) (همچنین به عنوان بخش هشت شناخته می‌شود)، یک فیلم اکشن آمریکایی محصول سال ۲۰۲۲ به کارگردانی کریستین سسما با بازی رایان کوانتن، دولف لاندگرن، با حضور اسکات ادکینز، درموت مالرونی، و میکی رورک است.

## داستان
در مورد یک سرباز سابق به نام جیک آترتون (با بازی کوانتن) می‌باشد که به دلیل انتقام قتل خانواده‌اش به زندان محکوم شده‌است. اما زمانی که یک سازمان دولتی مخفی او را برای انجام یک مأموریت استخدام می‌کند، جیک فرصتی دوباره برای آزادی به دست می‌آورد. با این حال، او به زودی متوجه می‌شود افرادی که او را آزاد کرده‌اند، آنطور که به نظر می‌رسد، نیستند و…

## تولید
انتخاب بازیگران لاندگرن، ادکینز در ۲۰ اکتبر ۲۰۲۱ اعلام شد. انتخاب مولرونی و فورستنفلد در ۲۹ اکتبر ۲۰۲۱ اعلام شد. انتخاب رورک در نوامبر ۲۰۲۱ اعلام شد.
این فیلم از اکتبر ۲۰۲۱ در مرحله پس تولید قرار گرفت.

## انتشار
در ژوئیه ۲۰۲۲، اعلام شد که آر ال جی ای فیلمز و ای‌ام‌سی
حقوق فیلم را به دست آورده اند که در ۲۳ سپتامبر ۲۰۲۲ منتشر شد.